# Кнуд Крістенсен
Кнуд Крістенсен (26 жовтня 1880 — 29 вересня 1962) — данський політик, глава уряду країни з 1945 до 1947 року, першого в Данії виборного уряду після закінчення Другої світової війни.